# Психологическая аутопсия
Психологическая аутопсия (лат. opsis — разглядывание, видение) — процедура, заключающаяся в посмертном создании психологического профиля человека (установление иерархической структуры его личностных качеств) при проведении психолого-психиатрической экспертизы, чаще всего с целью установления факта совершения самоубийства.
Процедура психологической аутопсии включает в себя два основных элемента:
1. Обширные интервью членов семьи и других близких людей погибшего. Интервью могут проводиться как при личной встрече, так и по телефону. Оптимальный промежуток проведения интервью: 3-12 месяцев после смерти предполагаемого суицидента (во избежание излишней травматичности интервью для переживающих горе утраты близких). Полученная информация позволяет реконструировать повседневную жизнь погибшего, его отношения с людьми, привычки и другие особенности поведения.
2. Сбор всех возможных медицинских, психиатрических и других релевантных данных о погибшем (включая личные дневники, письма и предсмертные записки при наличии).

Далее проводится анализ профиля с клинико-психологической позиции и/или других психологических подходов, на основании которого строится окончательная оценка факторов, которые привели к смерти человека.
В судебной психиатрии — ретроспективное изучение психического состояния человека на определённый период времени при проведении судебно-психиатрической экспертизы с целью установления наличия или отсутствия психического отклонения, влиявшего на совершенное преступление.

## История
Первые исследования самодеструктивного и суицидального поведения посредством сбора информации о суицидентах появились ещё в начале XX века в Париже и Нью-Йорке, однако первое современное исследование психологической аутопсии было проведено Эли Робинсом и его коллегами в Университете Вашингтона, США в 1956-57 годах. Исследование заключалось в сборе и тщательном анализе информации о 134 самоубийствах на протяжении года. Примерно в это же время Роберт Литман, Норман Фарбероу и Эдвин Шнейдман из центра предотвращения суицидов в Лос-Анджелесе (Los Angeles Suicide Prevention Center) разработали вспомогательный метод проведения посмертных экспертиз, позволяющий установить причины смерти предполагаемого суицидента. Таким образом, авторство термина приписывается основателю Американской ассоциации суицидологии, профессору танатологии, клиническому психологу и суицидологу Эдвину Шнейдману, который его ввёл в 1958 году. Впервые термин «психологическая аутопсия» в научной статье был использован в 1963 году. Сам Шнейдман пишет, что активно применял эту процедуру в дальнейшей практике исследований в области суицидологии, придав ей более специальный, а именно судебно-медицинский смысл.

## Основания проведения
Чаще всего психологическая аутопсия проводится при неясных обстоятельствах смерти человека, а также при наличии других факторов, на которые может повлиять характер смерти человека (особенности завещания и другие правовые аспекты). Целями проведения психологической аутопсии является не только предотвращение дальнейших попыток суицида среди населения, но и, в большей степени, выявление особенностей смерти человека, а также установление наличия у погибшего факторов суицидального риска. К примеру, Э. Шнейдман предложил 15 основных пунктов для проведения полноценной психологической аутопсии:
- Общая информация о погибшем: возраст, семейное положение, профессия, религия и т. д.
- Детали смерти
- Краткое описание жизни погибшего (включая предыдущие попытки суицида)
- История смертей семьи погибшего (в том числе семейные суициды, психические расстройства родственников и т. д.)
- Описание личности и уклада жизни погибшего
- Типичный паттерн реакции человека на стресс, эмоциональные потрясения и сложные жизненные ситуации
- Непосредственно предшествующие смерти стрессоры, психологические проблемы и жизненные трудности
- Роль алкоголя и наркотиков в жизни погибшего и их причастность к смерти
- Сущность и основные особенности межличностных отношений погибшего
- Изменения привычек и других повседневных занятий погибшего (в том числе хобби, аппетит, сексуальное поведение и др.)
- Информация о последних успехах погибшего (жизненные подъёмы, планы и др.)
- Оценка намерения
- Индекс летальности (введённый Шнейдманом количественный показатель вероятности совершения самоубийства человеком)
- Реакция близких людей на смерть человека
- Комментарии и другие специфические пометки относительно конкретного случая

## Валидность
Несмотря на однозначную полезность проведения психологической аутопсии для различных целей, стоит принимать во внимание, что термин «психологическая аутопсия» не стандартизирован и не операционализирован полностью. Основной проблемой проведения психологических аутопсий на данный момент является отсутствие стандартизированного протокола для проведения аутопсии, а также общепринятых инструкций. Помимо этого, сложности вызывает этическая сторона вопроса: множество индивидуальных этических факторов должно быть учтено при проведении конкретной психологической аутопсии. К примеру, обязательно наличие письменного согласия информантов на обработку данных, строгая конфиденциальность полученных данных и другие правовые аспекты проведения аутопсии.